# Place Ramadhan Bey
La place Ramadhan Bey (arabe : ساحة أو بطحاء رمضان باي) est une place de la médina de Tunis, capitale de la Tunisie.

## Situation et accès
La place Ramadhan Bey est située à l'intersection de six rues, :
- rue du Pacha ;
- rue Bir Lahjar ;
- rue Sidi Ben Arous ;
- rue Sayda Ajoula ;
- rue de l'Agha ;
- rue Ben Nejma.

## Origine du nom
Elle porte le nom de Romdhane Bey ou Ramadhan Bey, un souverain de la dynastie des Mouradites qui habitait un palais à proximité.

## Bâtiments remarquables et lieux de mémoire
- Dar Jouini, anciennement appelé Dar Romdhane Bey, un palais de la fin du XVIIe siècle.

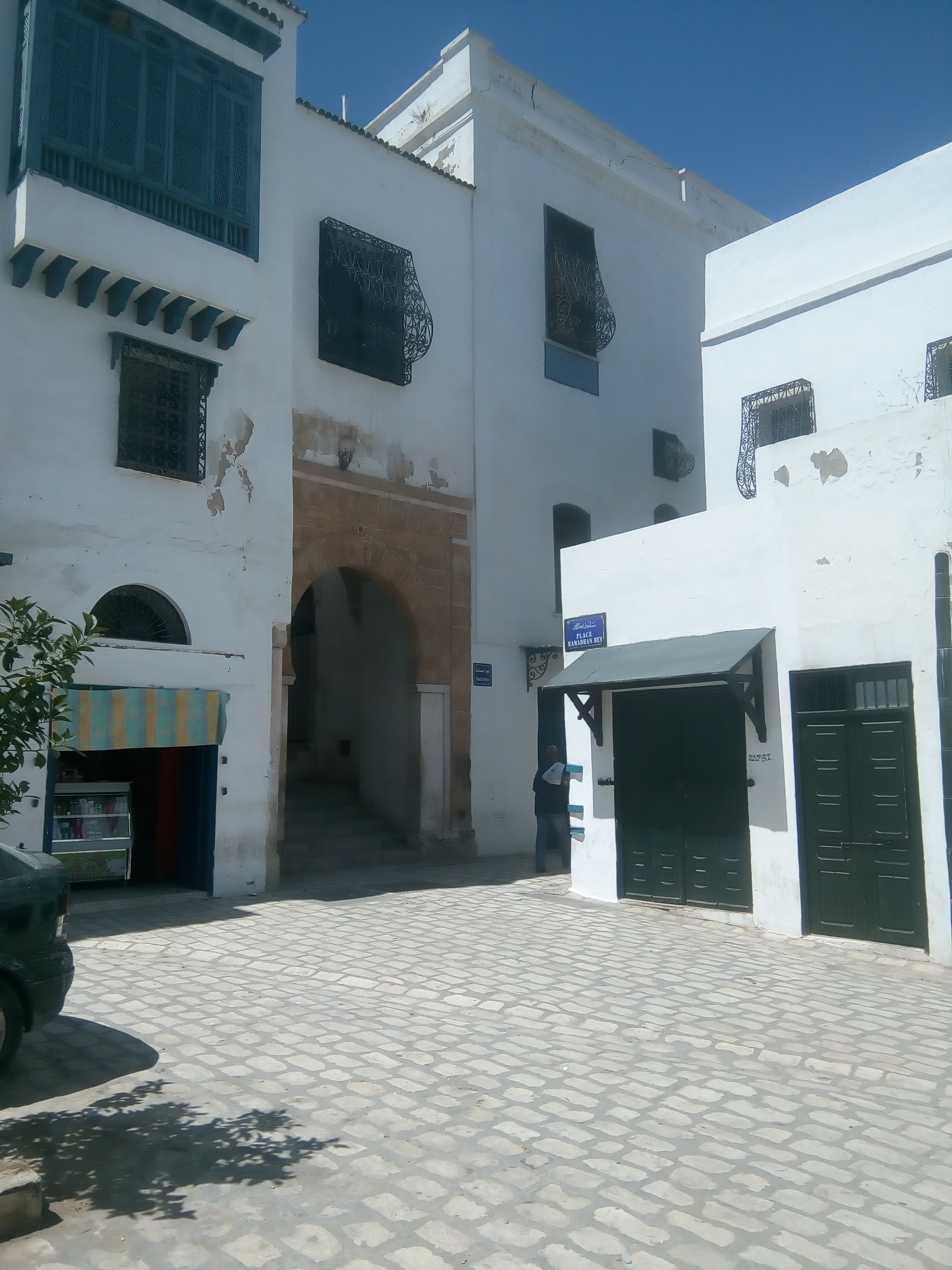
Vue de la place
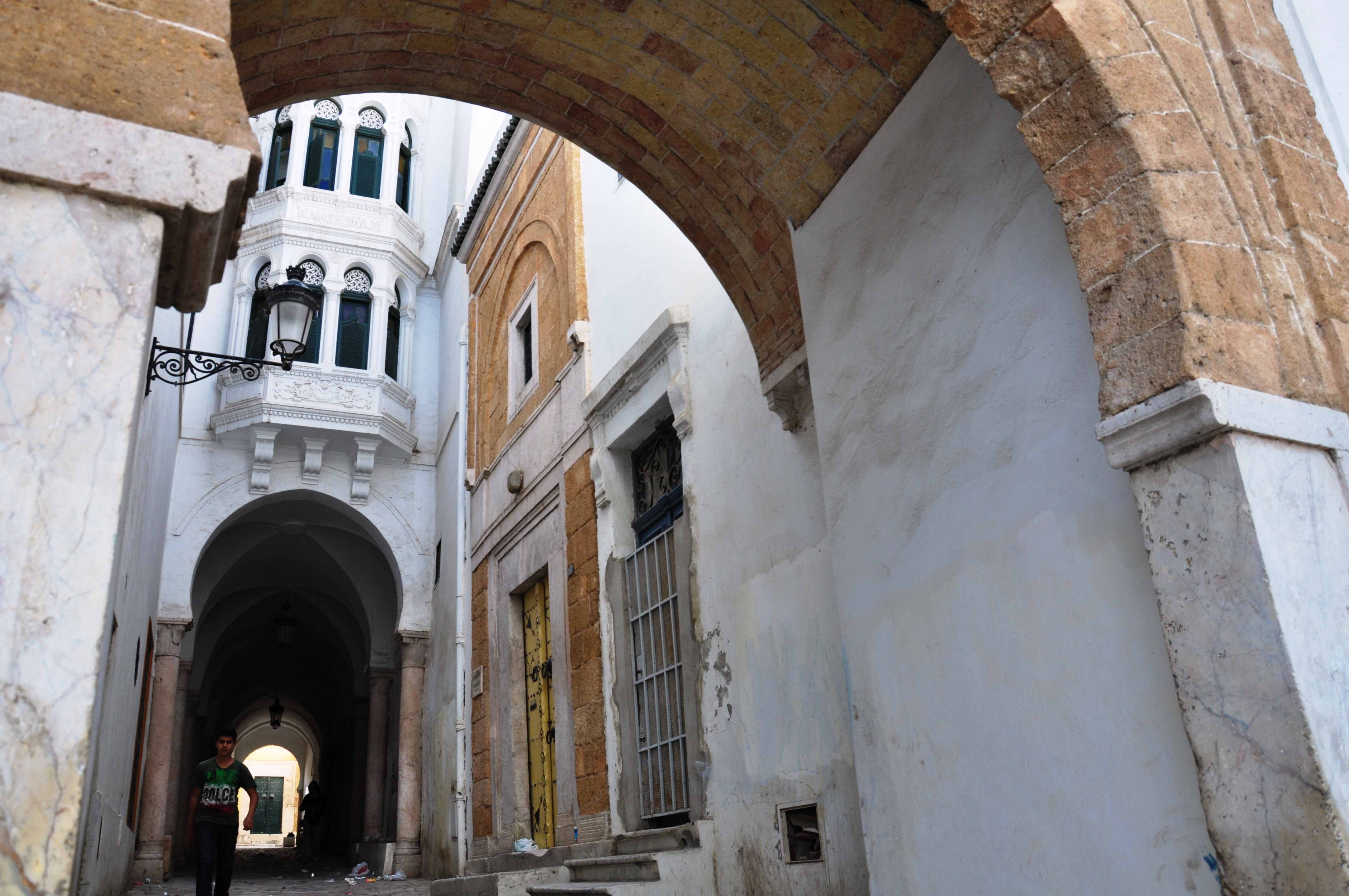
Entrée de Dar Jouini depuis la place
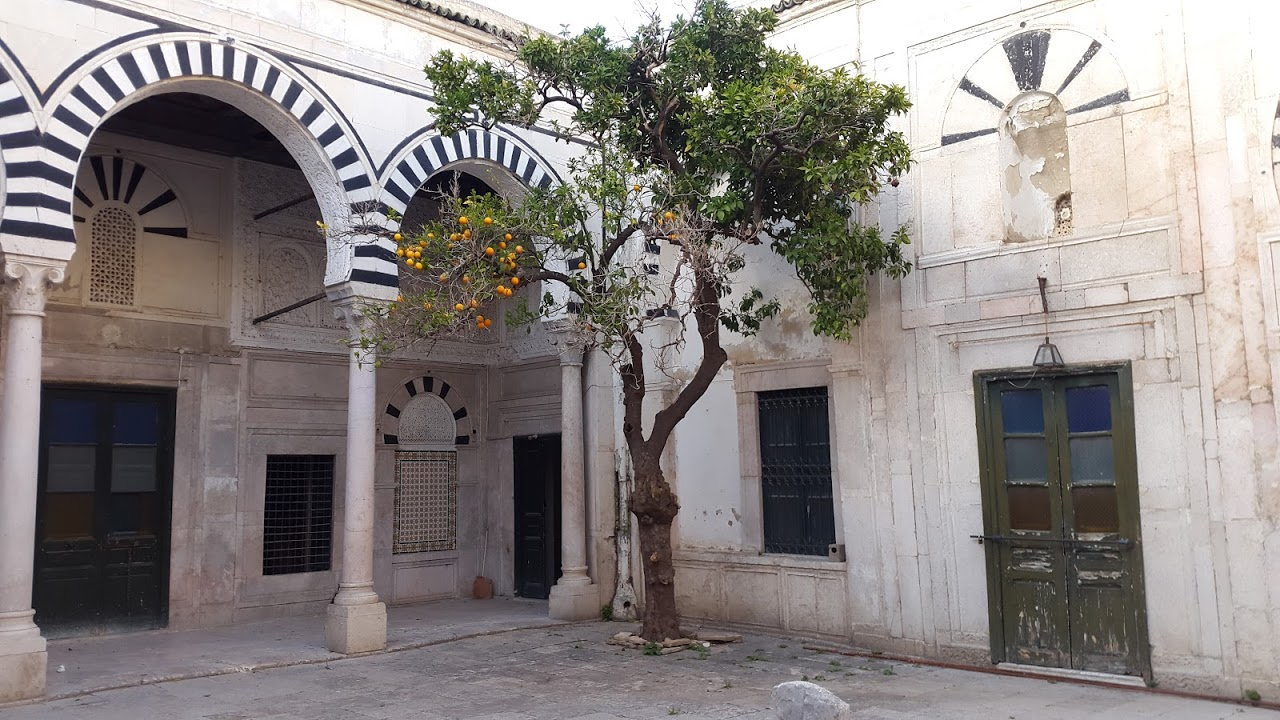
Dar Jouini